# بیلیانا پلاوشیچ
بیلیانا پلاوشیچ (انگلیسی: Biljana Plavšić؛ زادهٔ ۷ ژوئیهٔ ۱۹۳۰) یک سیاست‌مدار اهل بوسنی و هرزگوین است. وی از ژوئیه ۱۹۹۶ تا نوامبر ۱۹۹۸ رئیس‌جمهور جمهوری صرب بوسنی بود.
وی در سال ۲۰۰۱ توسط دادگاه بین‌المللی کیفری یوگسلاوی سابق به جنایت جنگی در جریان جنگ بوسنی متهم و در سال ۲۰۰۳ به ۱۳ سال زندان محکوم شد. وی در اکتبر ۲۰۰۹ پس از گذراندن دوسوم محکومیتش آزاد شد.